# Omaezaki
Omaezaki (jap. 御前崎市, -shi) ist eine Stadt in der Präfektur Shizuoka in Japan.

## Geographie
Omaezaki liegt südwestlich von Shizuoka und östlich von Hamamatsu am Pazifischen Ozean.

## Verkehr
- Straße:
  - Nationalstraße 150: nach Hamamatsu und Shizuoka

## Weblinks

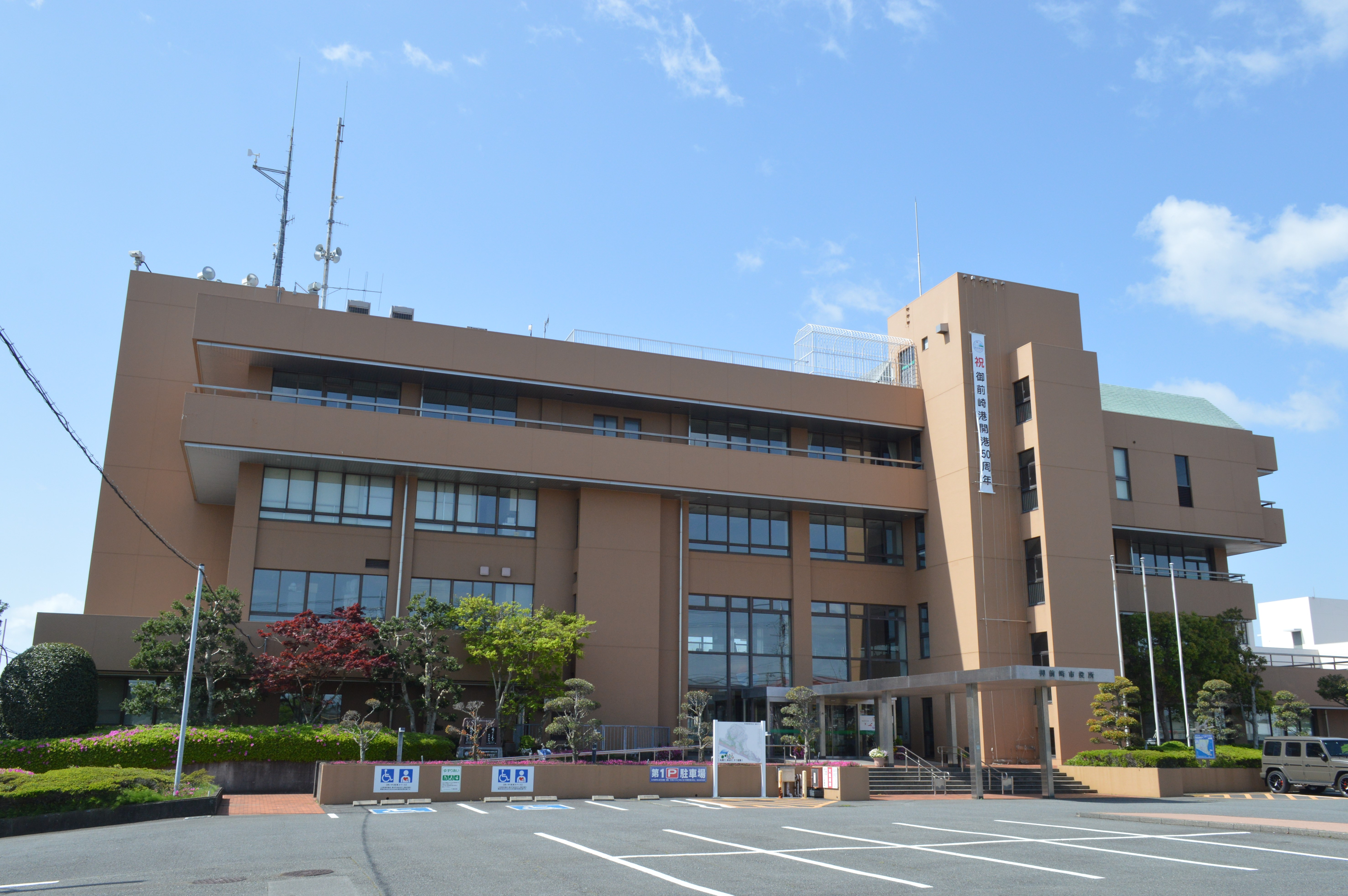
Rathaus

## Sehenswürdigkeiten

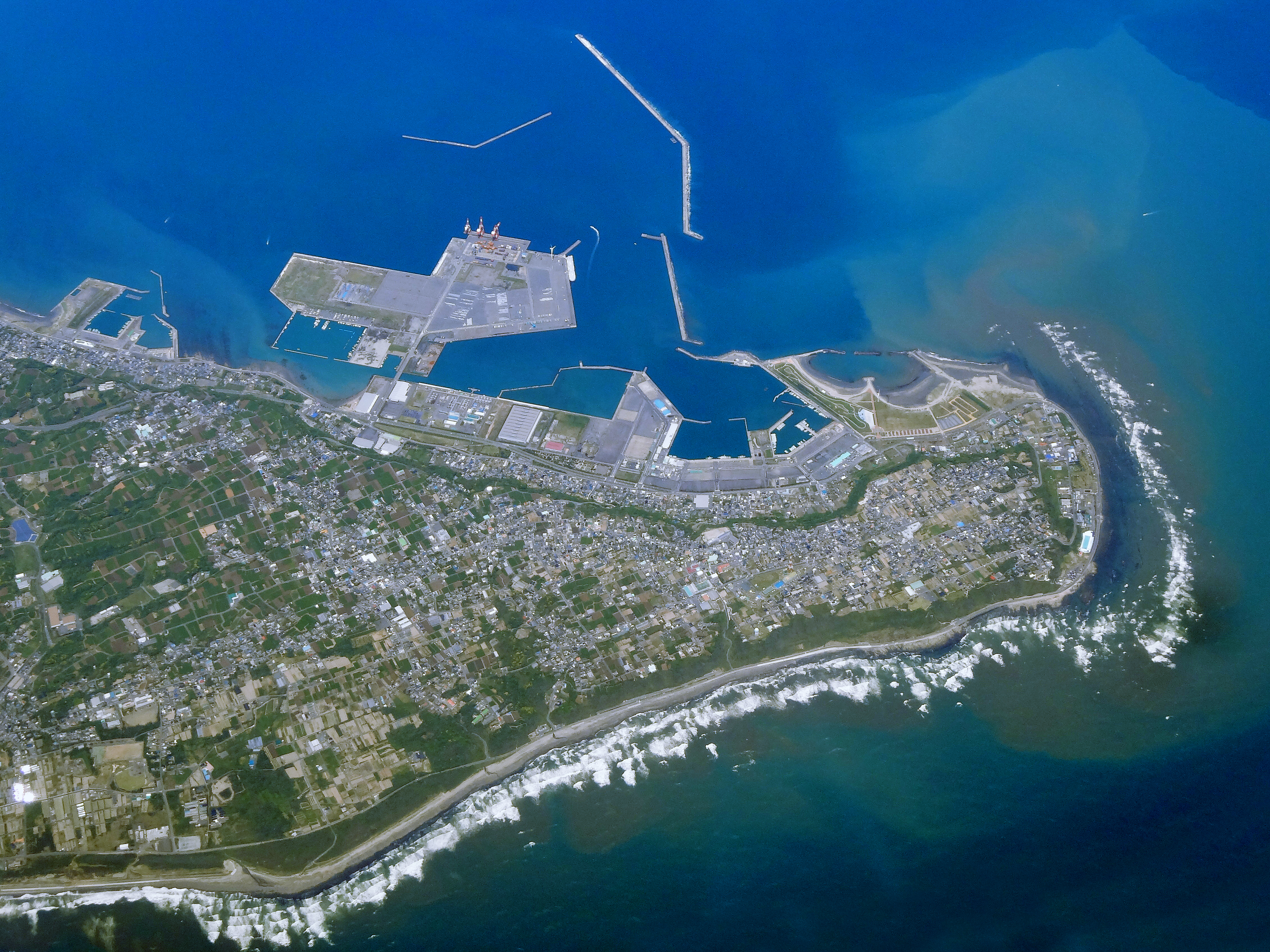
Kap Omaezaki

- Kap Omaezaki (御前崎)

## Söhne und Töchter der Stadt
- Shōta Iizuka (* 1991), Leichtathlet

## Angrenzende Städte und Gemeinden
- Makinohara
- Kakegawa
- Kikugawa